# Provinciale weg 261
De provinciale weg 261 (N261) is een provinciale weg in de provincie Noord-Brabant. De weg vormt een verbinding tussen de A59 nabij Waalwijk en de A65 ten oosten van Tilburg.
De weg is uitgevoerd als vierstrooks-stroomweg met maximumsnelheden van 100 km/h (tussen Berkel-Enschot en Tilburg) en 80 km/h (tussen Tilburg en Waalwijk). Tussen Loon op Zand en de aansluiting Tilburg-Noord bestond tot en met 2014 de A261, een autosnelweg met een maximumsnelheid van 120 km/u.

## Geschiedenis
Oorspronkelijk was een gedeelte van de huidige N261 een rijksweg. Vanaf het Rijkswegenplan 1958 was de weg tussen Waalwijk en Tilburg onderdeel van rijksweg 62, welke een verbinding zou moeten vormen tussen de A27 ten zuiden van Gorinchem en Tilburg. In het rijkswegenplan van 1968 verviel het gedeelte tussen Gorinchem en Giessen, maar bleef het overige gedeelte behouden als planweg.
Voor het gedeelte dat als planweg bleef behouden in het rijkswegenplan 1968 werd al snel, in 1969, een tracébesluit genomen. Slechts een klein gedeelte van deze geplande autosnelweg is ook daadwerkelijk aangelegd. In 1974 werd de autosnelweg tussen Loon op Zand en Tilburg geopend voor verkeer. Het meest zuidelijke gedeelte van deze toenmalige autosnelweg tussen de aansluiting Tilburg-Noord en het centrum van Tilburg was sinds ongeveer 2000 geen onderdeel meer van het routeverloop van het wegnummer 261. De weg is grotendeels naast en op het tracé gebouwd van de voormalige tramlijn Tilburg - Waalwijk gebouwd.
Toen begin jaren 70 steeds meer de behoefte ontstond aan wegnummers ten behoeve van bewegwijzering werd in 1975 een wegnummerplan opgesteld. Hierin was voorzien dat de huidige A261 als A62 genummerd zou worden. Toen dit plan werd uitgevoerd, en de wegnummers daadwerkelijk op de wegen zelf getoond werden, werd het nummer A62 niet ingevoerd voor deze snelweg. Later, toen de tweede fase van de invoering van wegnummers werd geïmplementeerd, werd de weg onderdeel van de N261 en werd door zijn autosnelwegstatus genummerd als A261. De N261 verliep van Waalwijk naar Loon op Zand, en van het Tilburgse centrum via Goirle naar de grens met België nabij Poppel.
Bij de invoering van het rijkswegenplan van 1984 werd rijksweg 62 afgevoerd als planweg en dientengevolge halverwege de jaren 80 overgedragen aan de provincie Noord-Brabant. Het wegvak tussen Tilburg en de Belgische grens zou tot 1992 door Rijkswaterstaat beheerd worden. Dit weggedeelte was administratief bekend als rijksweg 776.
Bij de invoering van de Wet herverdeling wegenbeheer in 1993 werd het routeverloop van de N261 ingekort. Het gedeelte tussen de A58 ten zuiden van Tilburg en de Belgische grens werd hernummerd tot N283 (in 2003 wederom hernummerd tot N630). Rond de eeuwwisseling werd de N261 in Tilburg niet meer over de westelijke Ringbaan geleid, maar verliep deze via de (nieuw aangelegde) Burgemeester Bechtweg naar de A65. Het traject dat richting Tilburg Centrum ging, van de Burgemeester Letschertweg tot de Heikantlaan-Zevenheuvelenweg is in september 2011 versmald tot autoweg, waar het eerst autosnelweg was en heeft een maximumsnelheid van 80 km/u gekregen.
Medio augustus 2014 zijn de borden autosnelweg en de nummering A261 verwijderd waarmee het wegvak tussen Tilburg-Noord en Loon op Zand feitelijk zijn status als autosnelweg heeft verloren. Ook de hectometerpaaltjes zijn aangepast met schildjes waar het nummer N261 op staat.

### Ombouw Tilburg - Waalwijk
In de periode 2011/2012 werd begonnen met de ombouw van de N261 tussen de aansluiting met de A59 en Tilburg in verband met de ontwikkelingen in de verkeersdrukte met name door de ligging en populariteit van de Efteling. De gehele weg werd tussen Tilburg en de A59 omgebouwd tot stroomweg met ongelijkvloerse kruispunten:
- In augustus 2014 werd de A261 opgeheven en kreeg autowegstatus. Ook de maximumsnelheid van 120 km/u werd hierdoor verlaagd naar 100 km/u.
- Op 28 november 2014 werd ten zuiden van Loon op Zand een nieuwe aansluiting geopend en het gelijkvloerse kruispunt met de Hoge Steenweg opgeheven.[1]
- Op 16 juni 2015 werd een ecoduct ter hoogte van Loon op Zand geopend.[2]
- Op 20 juni 2015 werd de aangepaste afrit Waalwijk van de A59 (Langstraatplein) geopend voor het verkeer in alle richtingen. De afrit is ingericht als trompetknooppunt. Het heeft niet de status van knooppunt, maar van een afrit.[3]

In augustus 2015 was de gehele ombouw gereed. Ondanks de ombouw bleken de files naar attractie de Efteling op de weg niet korter geworden te zijn. Volgens de provincie was dit het doel van de ombouw niet.

## Toekomst
Door de toenemende drukte door de ligging van de Efteling staan er vaak lange files op en rond de lokale wegen in Kaatsheuvel. Met name de Europalaan, de toegangsweg naar het park, staat geregeld vast. In het voorjaar van 2015 tijdens bewonersavonden gaf de Efteling te kennen dat ze graag een eigen afslag willen hebben naar het park. De afslag zal dan tussen de bestaande afslagen Kaatsheuvel en Loon op Zand van de N261 komen te liggen. Hiervoor zal ook de Eftelingsestraat verbreed moeten worden. De afslag moet tussen 2016 en 2020 gerealiseerd zijn.

## Rijstrookindeling en maximumsnelheid
| Van            | Naar                 | Rijstroken | Maximumsnelheid |
| -------------- | -------------------- | ---------- | --------------- |
| Waalwijk (A59) | Tilburg (N261/N260)  | 2x2        |                 |
| Tilburg-Noord  | Berkel-Enschot (A65) | 2x2        | 80 km/h         |